# マルチャーノ・デッラ・キアーナ
マルチャーノ・デッラ・キアーナ (伊: Marciano della Chiana) は、イタリア共和国トスカーナ州アレッツォ県にある、人口約3,500人の基礎自治体（コムーネ）。

## 地理

### 位置・広がり

#### 隣接コムーネ
隣接するコムーネは以下の通り。
- アレッツォ
- カスティリオーン・フィオレンティーノ
- フォイアーノ・デッラ・キアーナ
- ルチニャーノ
- モンテ・サン・サヴィーノ

### 気候分類・地震分類
マルチャーノ・デッラ・キアーナにおけるイタリアの気候分類 (it) および度日は、zona E, 2124 GGである。
また、イタリアの地震リスク階級 (it) では、zona 2 (sismicità media) に分類される。

## 行政

### 分離集落
マルチャーノ・デッラ・キアーナには以下の分離集落（フラツィオーネ）がある。
- Badicorte, Cesa, San Giovanni dei Mori